# 黑德斯莱本
黑德斯莱本是德国萨克森-安哈尔特州的一个市镇。总面积16.47平方公里，总人口1530人，其中男性775人，女性755人（2011年12月31日），人口密度93人/平方公里。